# Villiers-le-Bois
Villiers-le-Bois ist eine französische Gemeinde mit 106 Einwohnern (Stand 1. Januar 2022) im Département Aube in der Region Grand Est (vor 2016 Champagne-Ardenne). Die Gemeinde gehört zum Arrondissement Troyes und zum Kanton Les Riceys.

## Geographie
Villiers-le-Bois liegt etwa 39 Kilometer südsüdöstlich von Troyes. Umgeben wird Villiers-le-Bois von den Nachbargemeinden Balnot-la-Grange im Norden und Osten, Arthonnay im Osten und Süden, Quincerot im Südwesten und Süden sowie Étourvy im Westen und Nordwesten.

## Bevölkerungsentwicklung
| Jahr                       | 1962 | 1968 | 1975 | 1982 | 1990 | 1999 | 2006 | 2011 | 2019 |
| Einwohner                  | 130  | 119  | 94   | 82   | 86   | 94   | 94   | 105  | 101  |
| Quellen: Cassini und INSEE |      |      |      |      |      |      |      |      |      |

## Sehenswürdigkeiten
- Kirche Saint-Jean-Baptiste